# IC 2652
IC 2652 је елиптична галаксија у сазвјежђу Лав која се налази на листи објеката дубоког неба у Индекс каталогу.
Деклинација објекта је + 12° 26' 55" а ректасцензија 11h 14m 52,3s. Привидна величина (магнитуда) објекта IC 2652 износи 16,1 а фотографска магнитуда 17,1. IC 2652 је још познат и под ознакама NPM1G +12.0266, PGC 3090987.